# Sulfite de sodium
Le sulfite de sodium est un sel de formule brute Na2SO3 utilisé comme agent de conservation pour ses propriétés réductrices. Il est également utilisé en chimie, en photographie, dans le textile et l'industrie du papier.

## Usage
Le sulfite de sodium est un additif alimentaire de la classe des antioxydants. Il est considéré comme l'inhibiteur le plus efficace contre la détérioration des fruits secs. Il a été utilisé pour la conservation de la viande. Mais ses propriétés réductrices sont également utilisées en photographie pour la fixation et pour la préservation des films contre la décoloration. L'industrie du papier en est un grand consommateur pour le blanchiment. Pour le traitement des eaux, le sulfite de sodium est utilisé pour neutraliser les traces de chlore ou d'oxygène et prévenir la corrosion de la tuyauterie.

## Production et synthèse
Il existe une voie principale pour la production du sulfite de sodium :
Une suspension de carbonate de sodium est traitée avec du dioxyde de soufre pour former le bisulfite de sodium. L'ajout de l'hydroxyde de sodium convertit ce composé en sulfite de sodium. Une suspension est obtenue, puis après centrifugation et séchage, le sel est obtenu avec une pureté comprise entre 90 et 98 %. Le dioxyde de soufre provient parfois des gaz de combustion de composés sulfurés.
{\displaystyle {\rm {SO_{2}\ {\xrightarrow[{}]{Na_{2}CO_{3}}}\ NaHSO_{3}\ {\xrightarrow[{}]{NaOH}}\ Na_{2}SO_{3}}}}

## Propriétés chimiques
Le sulfite de sodium anhydre est stable à l'air sec. En présence d'air humide, il est rapidement oxydé en sulfate de sodium. Il se décompose vers 600 °C en sulfate et en sulfure de sodium.
En présence de soufre, il réagit pour former  le thiosulfate de sodium.